# Jaguar-Klasse
Die Schnellboote der Jaguar-Klasse (Marinebezeichnung: Klasse 140/141) waren die ersten nach dem Zweiten Weltkrieg neu entwickelten Kriegsschiffe der deutschen Bundesmarine. Sie wurden nach dem ersten in Dienst gestellten Boot Jaguar (S 1) benannt. Ihr Haupteinsatzgebiet war die Ostsee.
Mit diesem Typ wurden die Erfahrungen des Schnellbootbaus aus dem Krieg fortentwickelt. Die Boote waren aus einem inneren Leichtmetallgerüst mit Holzbeplankung sehr leicht konstruiert. Der Antrieb durch vier Dieselmotoren verlieh ihnen Geschwindigkeiten von über 40 Knoten (etwa 80 km/h). Die Torpedoschnellboote zeichneten sich dabei durch gute Seegängigkeit und große Reichweite aus und hätten darum nicht nur zur Küstenverteidigung, sondern auch offensiv im freien Seeraum eingesetzt werden können. Allerdings konnten die Boote mit ihrer Besatzung von 39 Mann nur wenige Tage ununterbrochen auf See bleiben, da während Einsatzfahrten unter Gefechtsbedingungen praktisch keine Schlafpausen möglich waren. Außerdem war ihre Bewaffnung mit vier ungelenkten Torpedos schon bald nach der Indienststellung überholt.
Von der Klasse 140 wurden 20 Boote gebaut, die von 1957 bis 1975 im 3. und 5. Schnellbootgeschwader im Dienst waren. Die Klasse 141 war bis auf die Motorisierung baugleich. Die zehn gebauten Boote dieser Klasse bildeten von 1958 bis 1976 das 2. Schnellbootgeschwader. Sie wurden zunächst als zweite Gruppe der Jaguar-Klasse angesehen, später aber auch als Seeadler-Klasse bezeichnet, ebenfalls benannt nach dem ersten Boot dieser Baureihe. Nach der Außerdienststellung gab die Bundesmarine die Boote der Klasse 140 überwiegend an die Türkei ab und ersetzte sie durch Boote der Tiger-Klasse (148). Die Boote der Klasse 141 wurden an Griechenland abgegeben und durch solche der Albatros-Klasse (143) ersetzt. Die letzten Boote wurden dort 2005 außer Dienst gestellt. Für den Export nach Indonesien und Saudi-Arabien wurden elf weitgehend baugleiche Boote gebaut.

## Geschichte

### Entwicklung
Die Lürssen-Werft in Bremen-Vegesack konzipierte für die Bundesmarine die Jaguar-Klasse auf Grundlage der Erfahrungen aus dem Zweiten Weltkrieg und baute selbst 22 Einheiten. Weitere acht Boote wurden in Lizenz von der Kröger-Werft in Schacht-Audorf bei Rendsburg gebaut.
Nach dem Zweiten Weltkrieg hatte die Lürssen-Werft zunächst für den Bundesgrenzschutz Schnellboote nach den letzten Konstruktionsplänen des Krieges gebaut (spätere Bezeichnung Silbermöwe-Klasse (149)). Nach der Gründung der Bundeswehr dienten diese im Schnellbootlehrgeschwader (später 1. Schnellbootgeschwader) der Bundesmarine zur Ausbildung der Besatzungen und Erprobung von Motoren und Ausrüstung für die späteren Jaguar-Boote.
Mit der Plejad-Klasse baute Lürssen ab Mitte der 1950er Jahre für die schwedische Marine einen wesentlich vergrößerten Schnellboottyp mit einer der Jaguar-Klasse vergleichbaren Bewaffnung, aber einer noch den Kriegsbooten entsprechenden Motorisierung.
Die von Lürssen schließlich als Typ 55 entwickelten Boote der Jaguar-Klasse stellten eine weitere Fortentwicklung der Schnellboote des Zweiten Weltkrieges dar. Ihre Verdrängung war fast doppelt so groß wie die der Kriegsboote und sie waren sowohl offensiv wie defensiv entsprechend schwerer bewaffnet. Obwohl sie nicht die den „Lürssen-Effekt“ erzeugenden verstellbaren Stauruder erhielten, die zu den hervorragenden Fahrleistungen der Kriegsboote beigetragen hatten, erreichten sie mit einem vierten Motor versehen sogar bessere Werte.
Bei der Einführung wurde die Jaguar-Klasse zunächst offiziell nur unter der Klassennummer geführt. Sie wurden inoffiziell aber bald als „Raubtierklasse“ bezeichnet, bevor sich das für Schiffe übliche Verfahren auch für Boote durchsetzte, die Klasse nach der ersten in Dienst gestellten Einheit zu bezeichnen. Jaguar, nach dem die Klasse später benannt wurde, wird als der erste Nachkriegsneubau der Marine überhaupt geführt.
Mit den Booten der Jaguar-Klasse beschaffte die Bundesmarine für ihren Wiederaufbau einen robusten Schiffstyp, der zwar einige Zeit gute Dienste leistete, jedoch waffentechnisch schon bei seiner Indienststellung veraltet war.
Der Angriff gegen Kampfschiffe mit geradeaus laufenden Torpedos kurzer Reichweite war bereits zu dieser Zeit eine überholte Taktik. Ab 1960 wurden zudem in der sowjetischen Marine beginnend mit der Komar-Klasse Schnellboote mit Seezielflugkörpern eingeführt, einer Bewaffnung, die für den Kampf gegen größere Ziele dem Torpedo weit überlegen war.
Insofern waren die relativ frühzeitige Außerdienststellung der noch in gutem Zustand befindlichen Boote der Jaguar-Klasse und ihr Ersatz durch Flugkörperschnellboote logische Konsequenzen.
Außer für die Bundesmarine wurden elf Boote etwa entsprechend der Klasse 140 für den Export gebaut. Acht wurden an Indonesien geliefert, wovon die Hälfte Stahlrümpfe erhielt, und drei weitere Boote gingen an Saudi-Arabien. Anfang der 1960er Jahre wurden auf Grundlage der Jaguar-Klasse auch Boote für die israelische Marine entwickelt. Aufgrund politischer Probleme realisierte schließlich 1967/68 die französische Werft Constructions Mécaniques de Normandie den Bau. Aus diesem Entwurf wurden in Frankreich die im Export sehr erfolgreichen La-Combattante-Klassen weiterentwickelt, die schließlich auch als Tiger-Klasse von der Bundesmarine angeschafft wurden.
Die zwölf in Frankreich für Israel gebauten Boote waren knapp 2,5 m länger, hatten veränderte Decksaufbauten und wurden als Sa'ar-Klasse in Dienst gestellt. Anfang der 1970er Jahre erfolgte durch Bewaffnung mit Gabriel-Seezielflugkörpern die Umrüstung zur Sa'ar-2-Klasse und später Sa'ar-3-Klasse. Als solche waren sie die ersten Flugkörperschnellboote der westlichen Welt.

### Verwendung bei der Bundesmarine
Siehe dazu auch Hauptartikel Schnellbootflottille.
Bei der Aufstellung der Geschwader bestand der Kern erfahrenen Personals aus Veteranen, die wieder in den Dienst der Marine getreten waren, sowie Personal der „Schnellbootgruppe Klose“ und des eingegliederten Seegrenzschutzes. Die Besatzungen wurden noch während des Baus von den Herstellern der Ausrüstung geschult. So wurde ein Teil des Maschinenpersonals zu Lehrgängen bei Daimler-Benz und Maybach geschickt und die Besatzungen machten auf den Werften Baubegleitung (oder Baubelehrung). Nach der Auslieferung führten diese Besatzungen dann auch die Abnahme und das Einlaufen der Maschinen innerhalb des Schiffserprobungskommandos (SEK) durch.
Die Boote erhielten eine fortlaufende Nummer mit einem vorangestellten „S“ sowie Namen von Tierarten, die auf Schildern am Brückenaufbau geführt wurden, außerdem führten sie eine NATO-Kennnummer am Rumpf mit dem Buchstaben „P“ für „Patrol“ (Patrouillenfahrzeug) und einer vierstelligen Nummer (siehe dazu die Übersicht der Boote). Bis 1973 waren die Schnellboote im Unterschied zu anderen Marineeinheiten in sehr hellem Grau gestrichen.
Die Schnellbootgeschwader waren (abgesehen von Minensuchgeschwadern) die ersten vollständig aufgestellten Kampfeinheiten der Marine, darum wurden sie sofort der NATO unterstellt, um in die internationalen Kommandostrukturen integriert zu werden und das Zusammenspiel der Stäbe zu üben. Dabei war der Druck, schnell Einheiten aufzubauen, so groß, dass die ersten Boote des 3. S-Geschwaders ohne Kanonen und Radar in Dienst gestellt wurden. Die Jaguar-Klasse-Schnellboote besuchten im Laufe der Zeit viele Häfen der benachbarten NATO-Staaten. Oft waren es die ersten Besuche der deutschen Streitkräfte im europäischen Ausland nach dem Krieg. Das 5. Schnellbootgeschwader wurde nach seiner Aufstellung zur NATO-Bereitschaft abgestellt und unternahm als solche weite Reisen zu NATO-Manövern, beispielsweise nach Nordnorwegen, in die Biskaya und ins Mittelmeer.
Die Geschwader in der Ostsee stellten ständig mindestens ein Boot zur sogenannten „taktischen Nahaufklärung“ ab, das im Ostseeausgang auf See stand und etwaige Flottenbewegungen der Staaten des Warschauer Pakts beobachtete und beispielsweise sowjetische U-Boote – die hier nicht tauchen konnten – bei der Durchfahrt „beschattete“. Ein weiteres Boot lag in Bereitschaft, um etwa bei technischen Problemen als Ersatz dienen zu können.
Vor allem in den ersten Jahren kam es wiederholt zu offiziell meist nicht gemeldeten Vorfällen mit Einheiten des Warschauer Pakts, wie provokativ nahes und schnelles Passieren bis hin zum Rammen, „versehentliche“ Beschießungen, Fluchthilfe aus DDR-Häfen und Ähnlichem.
Die enge Zusammenarbeit und das dichte Zusammenleben aller Dienstgrade und Laufbahnen förderte ein besonderes Verhältnis innerhalb der Besatzungen und zum Waffensystem Schnellboot. Auch erhielten viele Offiziere der Bundesmarine auf Schnellbooten ihre erste Kommandoerfahrung, da die Boote mit relativ niedrigem Dienstgrad ein eigenes Kommando ermöglichten. Damit begründeten die Jaguar-Boote einen besonderen Ruf der Schnellboote in der Bundesmarine.
Schon bald wurde von der Bundeswehr über Verbesserungen der Boote nachgedacht. Einzelne Boote waren praktisch ständig zur Erprobung neuer Systeme im Einsatz. Die Geschwader unterlagen dabei einer strengen Geheimhaltung.
So wurde etwa Pelikan zur Erprobung neuer Radar- und Antiradarsysteme abgestellt und zeitweise mit einem überdimensionierten Feuerleitradar, wie es auf Zerstörern zum Einsatz kommt, ausgestattet. Damit waren die Trefferergebnisse der Flak hervorragend, jedoch wirkte das Boot toplastig.
Geier erhielt zur Erprobung von ABC-Schutzanlagen vorübergehend einen völlig anderen Decksaufbau sowie einen Teleskopmast für das Radar. Zusammen mit Pelikan erhielt das Boot einen Kunststoffüberzug zur Verminderung der Radarrückstrahlung, der sich aber als nicht haltbar erwies.
Kormoran führte Erprobungen neuer Torpedos durch, auch des später für die Folgeklassen eingeführten drahtgelenkten „DM 2 A1“. Dazu wurden zwei heckwärts gerichtete Torpedorohre montiert.
Dommel hatte ausgiebige Motorentests durchzuführen, unter anderem eine 1000-Stunden-„Dauererprobung“.

#### Geschwaderchronologie

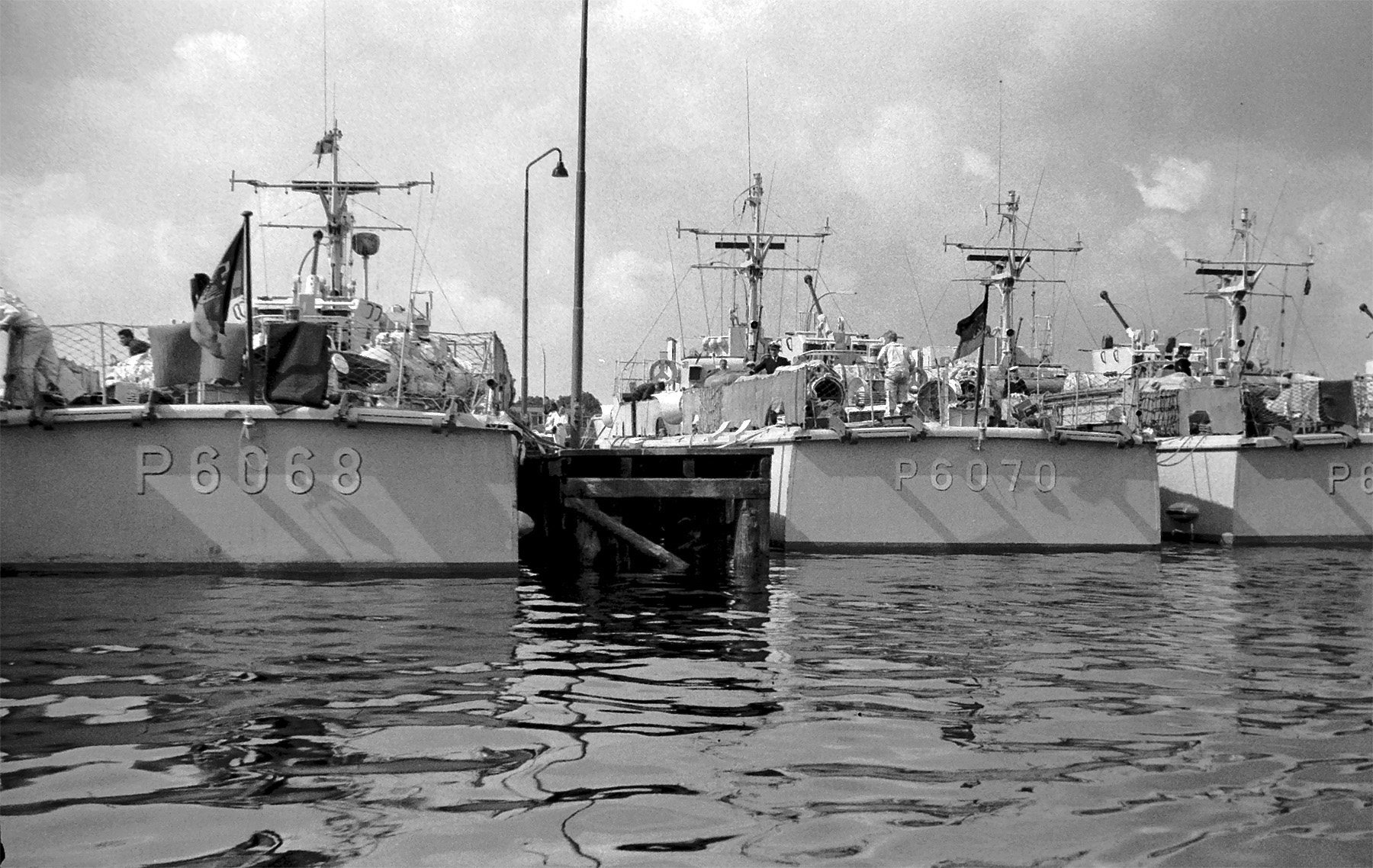
Boote des 2. Schnellbootgeschwaders 1964 in Wilhelmshaven

Die Nummerierung der Geschwader der Bundesmarine sagt nichts über den Zeitpunkt der Aufstellung aus; vielmehr sind traditionell Geschwader mit gerader Nummer in der Nordsee und solche mit ungerader Nummer in der Ostsee stationiert. So wurde das 3. Schnellbootgeschwader vor dem 2. aufgestellt. 1970 wurden allerdings alle Schnellboote in der Ostsee konzentriert, so dass die Zuordnung der Nummern und Standorte dann bei den Schnellbootgeschwadern nicht mehr zutraf. Im Folgenden wird nur der Zeitraum der einzelnen Schnellbootgeschwader umrissen, in dem dort Boote der Jaguar-Klasse im Einsatz waren.
3. Schnellbootgeschwader
Das 3. Schnellbootgeschwader wurde am 1. Oktober 1957 in Flensburg-Mürwik (vgl. Marinestützpunktkommando Flensburg-Mürwik) unter Korvettenkapitän Haag aufgestellt. Als erstes Boot wurde 16 Tage später Jaguar (S 1) in Dienst gestellt. Bis zum 7. Juli 1959 folgten die weiteren neun Boote. Alle Boote erhielten Namen von Landraubtieren. Bereits im Oktober 1958 nahmen die bis dahin vorhandenen Boote am ersten Manöver teil. Es erfolgten Auslandsbesuche vor allem in Schweden (Visby), Frankreich, England, Norwegen, Dänemark. Zur Vorbereitung der Umstellung des Geschwaders auf Boote der Tiger-Klasse (148) wurden 1971 die vier besterhaltenen Boote (Wolf, Iltis, Tiger, Löwe) an das 5. Geschwader abgegeben, dafür kamen von dort die vier Boote (Reiher, Weihe, Pinguin, Kranich), die zuerst mit denen des 3. Schnellbootgeschwaders ausgemustert werden sollten. Die Besatzungen wurden dabei gewechselt, so dass diese in ihren jeweiligen Geschwadern verblieben. Von Ende 1972 bis Anfang 1974 erfolgte die Außerdienststellung der Jaguar-Klasse-Boote des 3. Schnellbootgeschwaders.
2. Schnellbootgeschwader
Das 2. Schnellbootgeschwader wurde am 1. Juni 1958 unter Fregattenkapitän Meyering in Wilhelmshaven aufgestellt. Das erste Boot Seeadler (S 6) traf am 3. September 1958 in Wilhelmshaven ein. Bis November 1959 liefen die restlichen Boote zu. Alle Boote erhielten Namen von Vogelarten. Zum 1. November 1970 erfolgte die Verlegung in die Ostsee nach Olpenitz zum 5. Schnellbootgeschwader. Von April 1975 bis Dezember 1976 wurden die Boote der Seeadler-Klasse außer Dienst gestellt. Es erfolgte Ersatz durch Boote der Albatros-Klasse (143).
5. Schnellbootgeschwader
Das 5. Schnellbootgeschwader wurde am 1. Oktober 1959 in Neustadt in Holstein unter Korvettenkapitän Klaus-Jürgen Thäter aufgestellt. Als erstes Boot wurde vier Wochen später Weihe (S 15) in Dienst gestellt. Im Februar 1961 kam Dommel (S 21) als letztes Boot zum Geschwader. Alle Boote des Geschwaders erhielten Namen von Vogelarten. Ende 1961 wurde das Geschwader der NATO unterstellt. Es folgten jährliche Teilnahmen an Manövern und diverse Auslandsreisen nach Belgien, Dänemark, Frankreich, Großbritannien, Niederlande, Norwegen, Schweden, Irland und Spanien (teils mehrfach). Am 1. Februar 1968 wurde das Geschwader nach Olpenitz verlegt. 1971 erfolgte ein Austausch von Booten mit dem 3. Geschwader (siehe 3. Schnellbootgeschwader). Von Mitte 1974 bis Ende 1975 wurden die Jaguar-Boote außer Dienst gestellt und durch Boote der Tiger-Klasse (148) ersetzt.

#### Besondere Ereignisse

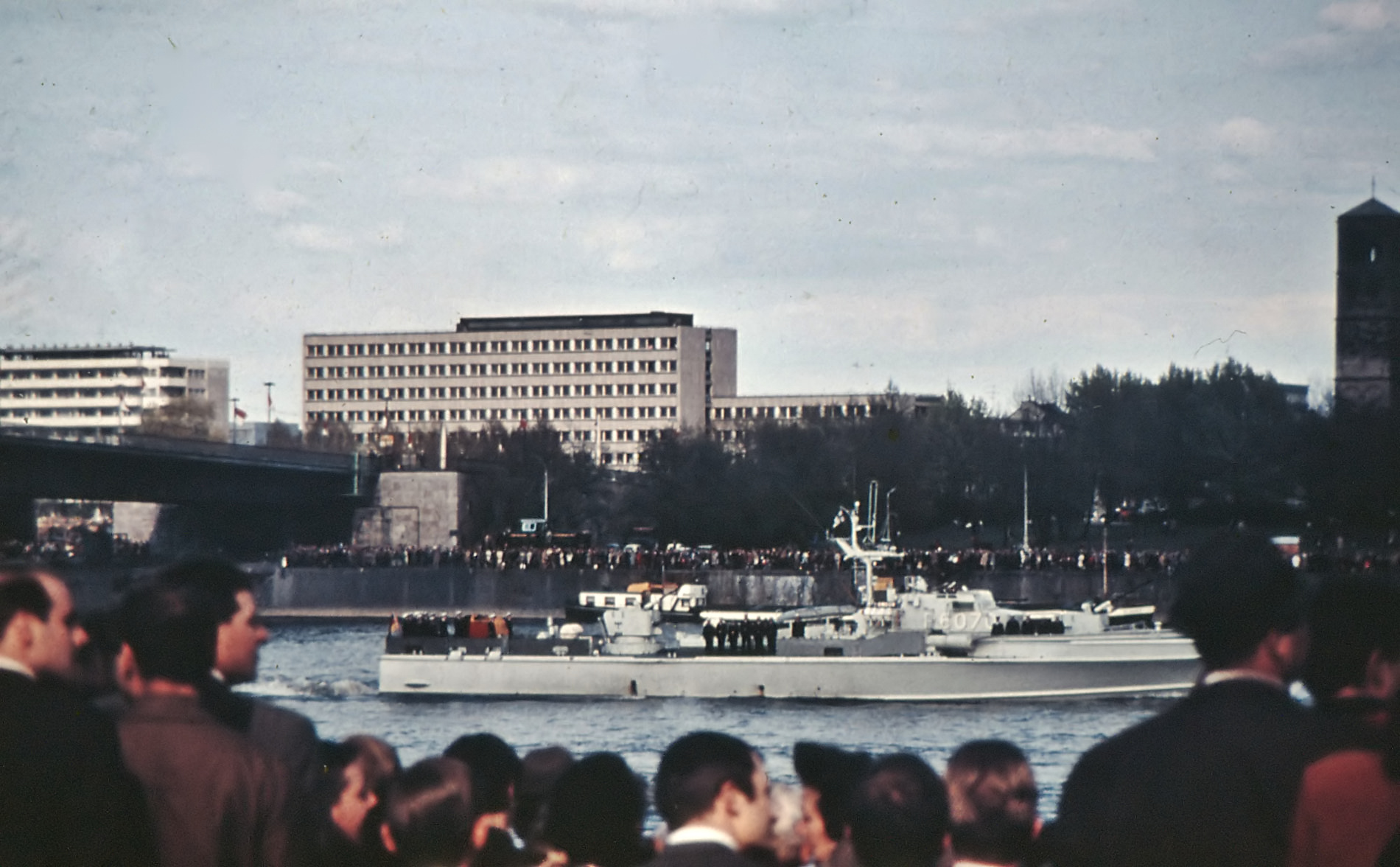
Überführung des Sarges von Konrad Adenauer am 25. April 1967 durch die Kondor auf dem Rhein

- Bei Fahrten mit hoher Geschwindigkeit in dichter Formation kam es immer wieder zu Kollisionen. Meistens entstanden dabei eher geringe Schäden an Bug und Heck der beteiligten Boote. So kollidierten
  - 1959 Panther mit Wolf, wobei ersterer so schwer mittschiffs beschädigt wurde, dass drei Sektionen vollliefen und er zu sinken drohte
  - 1961 Albatros mit Geier, im gleichen Jahr auch Kondor mit einem Zielschiff
  - 1965 Geier erneut, diesmal mit einem zivilen Frachtschiff im Nord-Ostsee-Kanal
  - 1966 auch Wolf abermals, diesmal mit Luchs
  - 1969 Pinguin mit Alk
  - 1970 Weihe mit Reiher
  - 1974 Elster mit Dommel, so dass letztere vorzeitig außer Dienst gestellt wurde.
- 1964 brannte auf Kormoran der Maschinenraum aus.[21]
- Am 25. April 1967 überführte Kondor begleitet von Seeadler und Sperber des 2. Schnellbootgeschwaders den Sarg des verstorbenen Bundeskanzlers Konrad Adenauer vom Staatsakt im Kölner Dom zur Beisetzung nach Königswinter/Rhöndorf.[12][18][22][23]

#### Patenschaften
Im Laufe der Jahre wurden zwischen verschiedenen Schnellbooten und Orten in der ganzen Bundesrepublik Patenschaften geschlossen. Die Initiative dazu ging meist von einzelnen Personen aus, die eine persönliche Beziehung zu den Schnellbooten oder umgekehrt zu den Ortschaften hatten. In der Regel kam es zu Besuchen von Mannschaftsmitgliedern in den Patenstädten und Gegenbesuchen von Delegationen auf den Booten. Besuche der Boote selbst in den Patenstädten waren nicht möglich, weil es sich um Orte im Binnenland handelte. Die Patenschaften waren an die (inoffiziellen) Namen und nicht an die offiziellen Bootsnummern gebunden und wurden auf die Nachfolgeboote der Klassen 148 und 143 mit gleichem Namen übertragen. Sie endeten erst nach zum Teil über 40-jährigem Bestehen mit der Außerdienststellung der letzten Namensträger.
Während der Dienstzeit der Jaguar-Klasse bei der Bundesmarine entstanden folgende Patenschaften:
- im 2. Schnellbootgeschwader
  - Albatros: Remscheid
  - Greif: Mannheim
  - Kondor: Mönchengladbach
  - Seeadler: Bocholt
  - Sperber: Münster
- im 3. Schnellbootgeschwader
  - Jaguar: Einselthum/Pfalz
  - Leopard: Moers
  - Löwe: Celle
  - Luchs: Dirmstein
  - Panther: Ludwigshafen-Oppau
  - Tiger: Osterode/Harz
- im 5. Schnellbootgeschwader
  - Dommel: Andernach
  - Elster: Worms
  - Kranich: Hiltrup (heute Stadtteil von Münster)
  - Storch: Rüdesheim
  - Weihe: Aschaffenburg
  - Reiher: Trier

### Übersicht und Verbleib der Boote
Nach der Außerdienststellung der Boote von 1972 bis 1976 lagen mehrere der Boote noch für einige Zeit im Marinearsenal auf. Dann wurden sie überwiegend an NATO-Partner abgegeben, wo sie zum Teil noch länger im Dienst waren als bei der Bundesmarine. Einige Boote wurden auch an Privatunternehmen verkauft und für zivile Nutzung umgebaut.
Viele der Boote waren insgesamt über 30 Jahre, einzelne Boote sogar über 40 Jahre im Einsatz (Seeadler 46 Jahre) – angesichts der leichten Bauweise und der leistungsoptimierten Motoren eine sehr lange Lebensdauer.
Ausgemusterte deutsche Schnellboote wurden wiederholt für Drogenschmuggel mit Südamerika verwendet, angeblich solche der Zobel-Klasse (142). Da von diesen Booten aber keine an zivile Käufer veräußert wurden, kann nicht ausgeschlossen werden, dass es sich dabei tatsächlich um umgebaute Jaguar-Boote handelte.

#### Klasse 140
Nach der Außerdienststellung von 1972 bis 1975 wurden zehn Boote im Rahmen der NATO-Militärhilfe an die Türkei abgegeben. Sieben der Boote wurden dort als Firtina-Klasse in der Ersten Sturmboot-Flottille in Dienst gestellt. Drei Boote dienten nur noch als Ersatzteilträger. Die letzten beiden Boote stellte die Türkei 1993 außer Dienst. Acht Boote verkaufte die VEBEG direkt an Privatfirmen. Die meisten davon baute die Eberhard-Werft in Arnis für zivile Nutzung als Motoryachten um. Bei einigen Booten ist das endgültige Schicksal nicht bekannt. Ein weiteres Boot wurde als Zielschiff an Frankreich abgegeben und dort schließlich versenkt. Der Kranich war bis 2006 Teil der Ausstellung des Deutschen Schiffahrtsmuseums in Bremerhaven, dann wurde das dort vollkommen vernachlässigte Boot durch die VEBEG an ein dänisches Abwrackunternehmen verkauft.
| NATO Kennung | Deutsche Kennung | Name    | _Indienststellung_ | Außerdienststellung | Verbleib |
| ------------ | ---------------- | ------- | ------------------ | ------------------- | --- |
| P6059        | S 1              | Jaguar  | 16. November 1957  | 22. Juni 1973       | Umbau zur Yacht (Lina III) durch Eberhard-Werft, Arnis. |
| P6058        | S 2              | Iltis   | 19. Dezember 1957  | 31. Januar 1975     | Zielschiff, dann an Türkische Marine als Ersatzteilträger |
| P6062        | S 3              | Wolf    | 12. Februar 1958   | 21. März 1975       | Türkische Marine P335 Yildiz (Yıldız) bis 17. Juni 1993 |
| P6061        | S 4              | Luchs   | 27. März 1958      | 1. Dezember 1972    | zunächst an Firma Kusch, Hamburg; dann Umbau zur Yacht durch Eberhard-Werft, Arnis (nach anderen Quellen dort abgebrochen)                                                                   |
| P6060        | S 5              | Leopard | 20. Mai 1958       | 28. Mai 1973        | zunächst an Firma Hirdes, Kiel; dann (nach 1987) Umbau zur Yacht (Heli I) bei Eberhard-Werft, Arnis.                                                                                         |
| P6065        | S 12             | Löwe    | 5. Februar 1959    | 25. April 1975      | Türkische Marine P332 Kalkan, bis 20. Juli 1981 |
| P6066        | S 13             | Fuchs   | 17. März 1959      | 13. Juli 1973       | Eberhard-Werft, Arnis zum Abbruch |
| P6067        | S 14             | Marder  | 7. Juli 1959       | 2. Juni 1972        | Firma Kusch, Hamburg; dann Umbau zur Yacht durch Eberhard-Werft, Arnis. Im Mittelmeerraum beheimatet, auch als Flüchtlingsschiff zwischen Libanon und Zypern verwendet                       |
| P6082        | S 15             | Weihe   | 28. Oktober 1959   | 5. Juli 1972        | noch in Deutschland zum Teil ausgeschlachtet. Dann an die Marine Nationale als Zielschiff abgegeben. Lag bis 1986 in Toulon auf, dann versenkt                                               |
| P6083        | S 16             | Kranich | 19. Dezember 1959  | 2. November 1973    | bis 2006 Museumsschiff im Deutschen Schiffahrtsmuseum Bremerhaven, dann abgewrackt |
| P6085        | S 17             | Storch  | 12. März 1960      | 29. März 1974       | Türkische Marine P331 Tufan, bis 24. Februar 1988 |
| P6087        | S 18             | Häher   | 5. April 1960      | 15. Dezember 1974   | Türkische Marine P333 Mizrak (Mızrak), bis 17. Juni 1993 |
| P6088        | S 19             | Elster  | 8. Juli 1960       | 19. Juli 1974       | Eberhard-Werft, Arnis |
| P6089        | S 20             | Reiher  | 15. August 1960    | 21. August 1973     | Türkische Marine als Ersatzteilträger |
| P6091        | S 21             | Dommel  | 4. Februar 1961    | 22. März 1974       | Zur Yacht umgebaut durch Eberhard-Werft, Arnis; heute wahrscheinlich am Persischen Golf beheimatet                                                                                           |
| P6090        | S 22             | Pinguin | 28. März 1961      | 14. Dezember 1972   | kurze Zeit als BWB 6090 mit ziviler Besatzung bei der Erprobungsstelle 71, dann Türkische Marine P336 Kilic (Kılıç), bis 31. Dezember 1988. Danach vermutlich umgebaut zur Yacht „Sea Star“. |
| P6063        | S 23             | Tiger   | 15. Oktober 1958   | 20. Dezember 1974   | Türkische Marine P334 Karayel, bis 20. Juli 1981 |
| P6064        | S 24             | Panther | 12. Dezember 1958  | 1. März 1973        | Eberhard-Werft, Arnis |
| P6084        | S 29             | Alk     | 14. Januar 1960    | 6. August 1974      | Türkische Marine als Ersatzteilträger |
| P6086        | S 30             | Pelikan | 30. März 1960      | 31. Mai 1974        | Türkische Marine P330 Firtina (Fırtına), bis 1985 |

Zeiträume vorübergehender Außerdienststellung z. B. zur Instandsetzung nach Havarien bleiben in dieser und der folgenden Tabelle unberücksichtigt.

#### Klasse 141

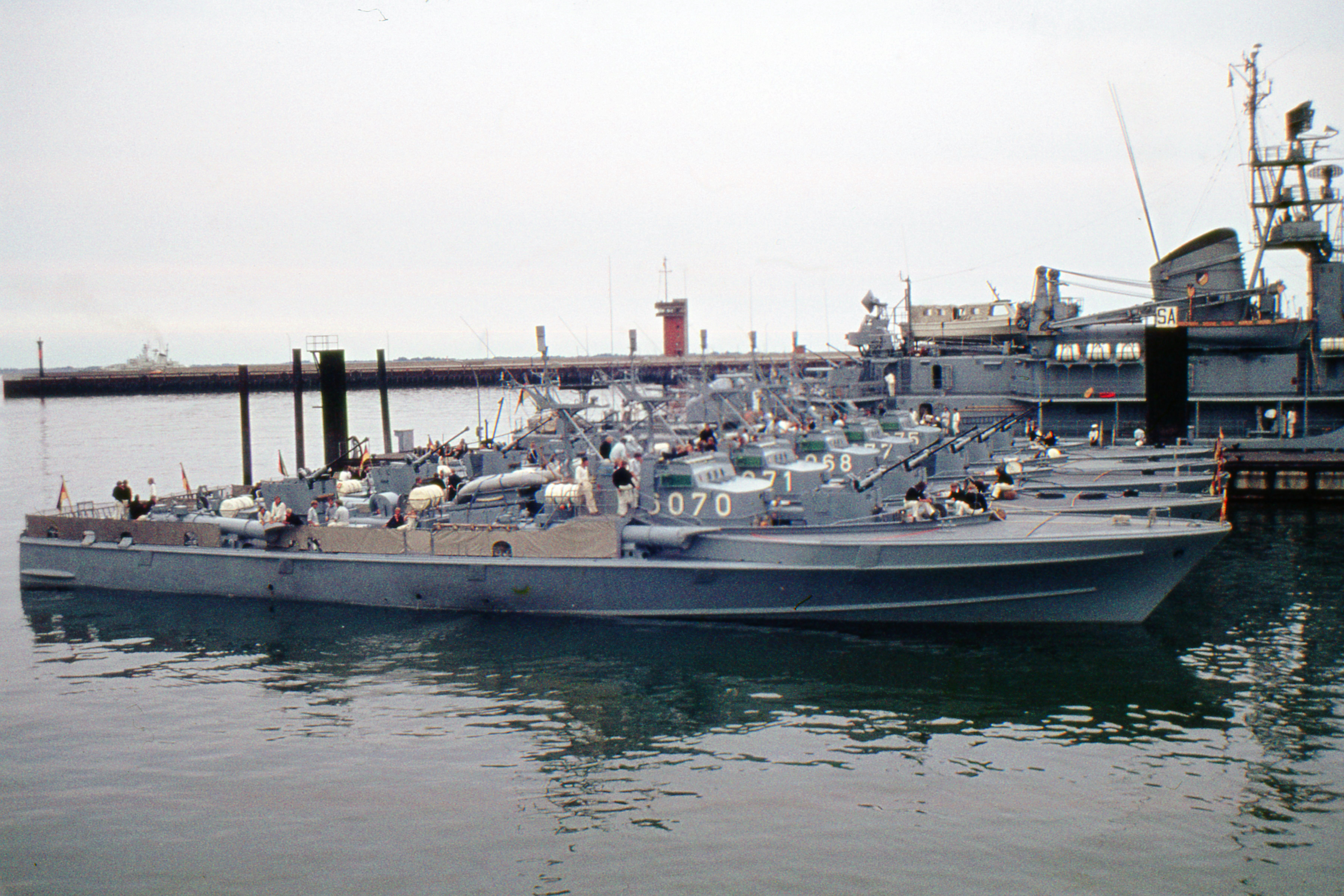
Fünf Boote der „Seeadler“-Klasse mit Tender „Elbe“ (1974)

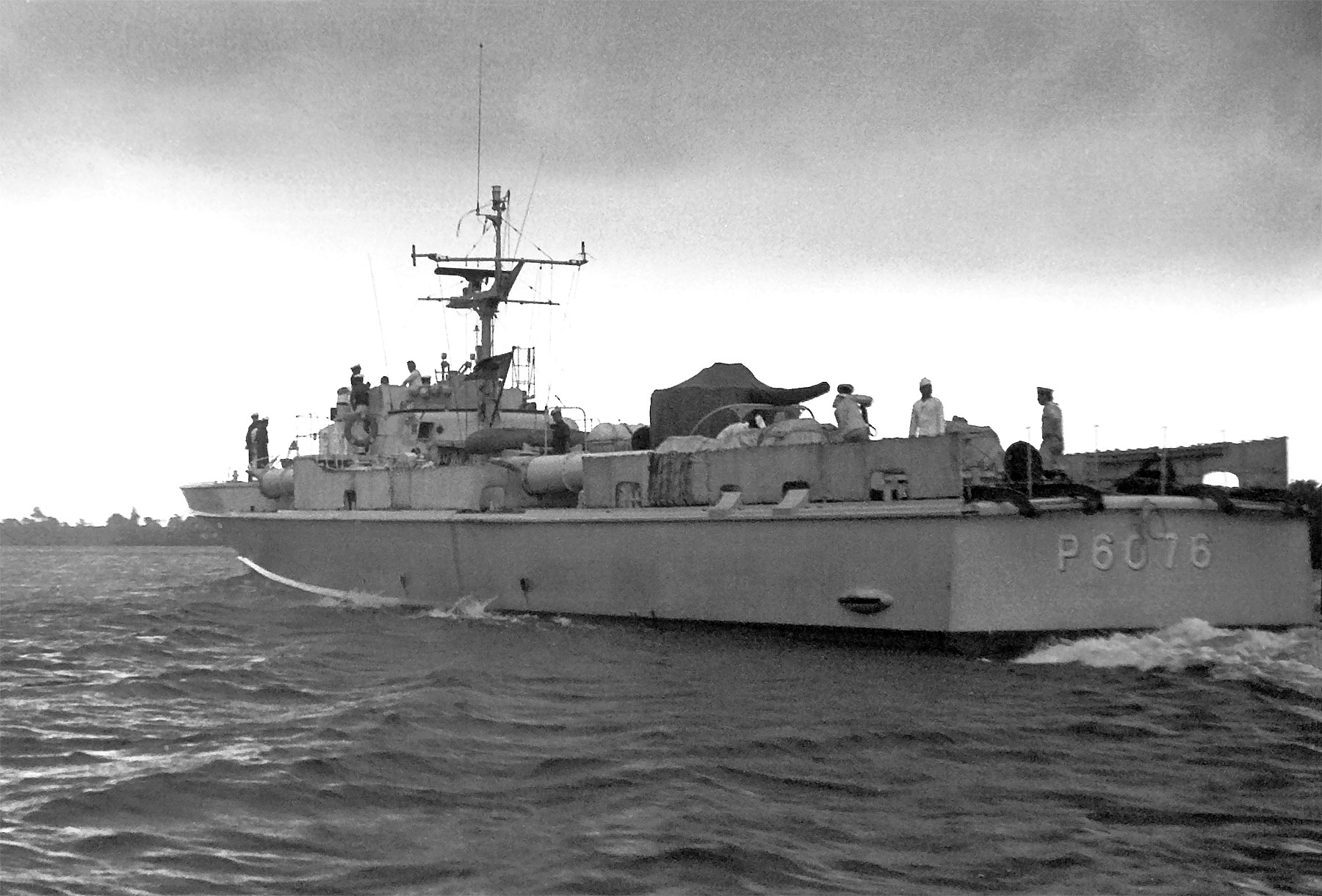
Sperber im Marinehafen von Wilhelmshaven (1963)

Die Boote wurden 1975 und 1976 außer Dienst gestellt und an Griechenland abgegeben. Dort wurden sieben Boote wieder in Dienst gestellt. Drei Einheiten dienten nur noch dem Materialersatz. Die letzten beiden Boote wurden im Jahr 2005 außer Dienst gestellt. Die anderen Boote wurden nach und nach als Ersatzteillieferanten für die noch aktiven Boote ausgeschlachtet und die Rümpfe an Abwrackunternehmen verkauft.
Der Versuch einer privaten Initiative, das Typboot nach der Außerdienststellung zu musealen Zwecken zurückzukaufen, schlug wegen des starken Verfalls des Bootskörpers und der darum nicht ausreichenden Mittel für einen Rücktransport im Jahre 2006 fehl.
| NATO Kennung | Deutsche Kennung | Name     | _Indienststellung_ | Außerdienststellung | Verbleib                                                                                   |
| ------------ | ---------------- | -------- | ------------------ | ------------------- | ------------------------------------------------------------------------------------------ |
| P6068        | S 6              | Seeadler | 29. August 1958    | 30. Juli 1976       | Griechische Marine, P50 (bis 1980: P196) Esperos (ΕΣΠΕΡΟΣ) von 1977 bis 2004               |
| P6069        | S 7              | Albatros | 27. Januar 1959    | 19. Dezember 1975   | Griechische Marine als Ersatzteilträger                                                    |
| P6070        | S 8              | Kondor   | 24. Februar 1959   | 25. Juli 1976       | Griechische Marine, P54 (P228) Lailaps (ΛΑΙΛΑΨ) von 1977 bis 2004                          |
| P6071        | S 9              | Greif    | 3. März 1959       | 1. Dezember 1976    | Griechische Marine, P53 (P199) Kyklon (ΚΥΚΛΩΝ) von 1976 bis 2005                           |
| P6072        | S 10             | Falke    | 14. April 1959     | 26. September 1975  | Griechische Marine, P51 (?) (P197) Kataigis (ΚΑΤΑΙΓΙΣ) von 1976 bis 1981, brannte 1979 aus |
| P6073        | S 11             | Geier    | 3. Juni 1959       | 27. Juni 1975       | Griechische Marine, P56 (P230) Tyfon (ΤΥΦΩΝ) von 1976 bis 2005                             |
| P6074        | S 25             | Bussard  | 21. März 1959      | 28. November 1975   | Griechische Marine, als Ersatzteilträger                                                   |
| P6075        | S 26             | Habicht  | 21. Juni 1959      | 24. September 1976  | Griechische Marine, P52 (P198) Kentavros (ΚΕΝΤΑΥΡΟΣ) von 1977 bis 1995                     |
| P6076        | S 27             | Sperber  | 1. Juli 1959       | 27. Februar 1976    | Griechische Marine, als Ersatzteilträger                                                   |
| P6077        | S 28             | Kormoran | 9. November 1959   | 26. November 1976   | Griechische Marine, P55 (P229) Scorpios (ΣΚΟΡΠΙΟΣ) von 1977 bis 1995                       |

## Einsatzkonzept

### Auftrag
Auftrag der bundesdeutschen Schnellbootgeschwader war die Überwachung und Verteidigung des Küstenvorfeldes in der Nord- und Ostsee bis zur norwegischen Küste. Im Kriegsfall hätten sie im Zusammenwirken mit anderen Marineeinheiten vor allem drei Aufgaben erfüllen sollen.

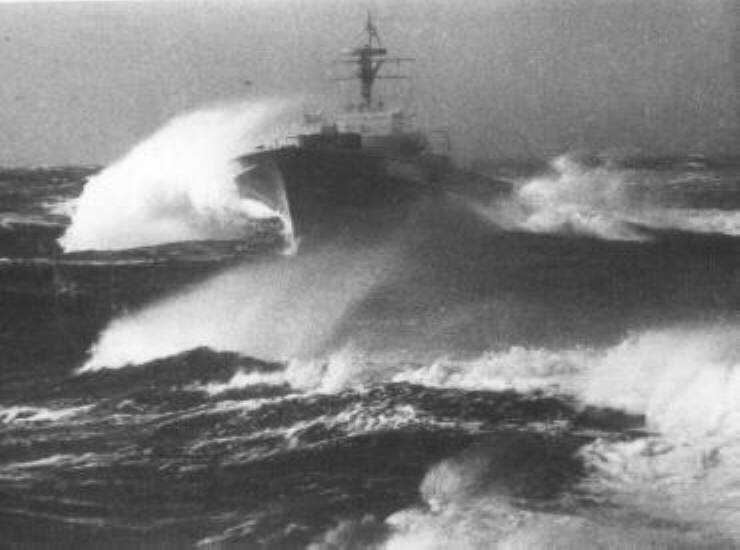
Die Jaguar-Boote liefen auch bei widrigem Wetter aus

- Die Seestreitkräfte des Warschauer Pakts am Verlegen von Einheiten zwischen Baltischer Flotte (Ostsee) und Nordflotte (Atlantik) hindern (Zuständigkeitsbereich comnavbaltap).
- Den Seezugang zu den deutschen Häfen über die Nordsee vor allem für Verstärkung und Nachschub aus den USA sichern (Zuständigkeitsbereich comgernorsea).
- Die Küsten Deutschlands, Dänemarks und Norwegens gegen feindliche Landungsoperationen verteidigen.[36]

Gemäß dem NATO-Konzept der maritimen Vorneverteidigung hätten die Boote feindliche Kräfte schon auf dem Anmarsch im weiteren Küstenvorfeld angreifen sollen.
Die Bedrohungslage vor allem durch die sowjetische baltische Flotte und die NATO-Planung für den Einsatz der Bundesmarine veränderten sich im Laufe der Zeit, so dass die drei oben genannten Ziele zu verschiedenen Zeiten unterschiedliches Gewicht erhielten und auf unterschiedlichen Wegen erreicht werden sollten, grundsätzlich blieben sie jedoch bestehen.
Anfänglich wurde dabei für die Ostsee noch das Ziel gesehen in der westlichen Ostsee die Seeherrschaft zu erringen. Bis mindestens zur Höhe Rügen sollte dies gelingen, zumindest zeitweise sogar bis etwa Bornholm, um eigene amphibische Operationen zu decken und den gegnerischen Schiffsverkehr hier weitgehend zu unterbinden, aber auch darüber hinaus sollte die Schifffahrt des Gegners gestört und damit dort Kräfte gebunden werden. Da in diesem Gebiet mit einer gegnerischen Luftüberlegenheit gerechnet wurde, sah man es als nicht möglich an mit größeren Einheiten wie Zerstörern vorzustoßen. Diese Aufgabe hätte vollständig von U-Booten und Schnellbooten übernommen werden müssen. Unterstützung von NATO-Partnern wurde in diesem Gebiet kaum erwartet. Darum erhielten die Boote eine für ihre Größe starke Flugabwehr-Bewaffnung. Da die Möglichkeit gesehen wurde, dass dieses Ziel nicht erreicht werden könnte und man in der Ostsee zurückgedrängt worden wäre, war die Minenlegekapazität der Boote dazu gedacht, in diesem Fall, im Zusammenwirken mit anderen Minenlegekräften, die eigenen Küsten und die Zufahrtswege intensiv durch Minensperren schützen zu können.
Bereits in den 1960er Jahren entstand aber ein so deutliches Übergewicht der baltischen Flotten des Warschauer Paktes, dass das Ziel einer Seeherrschaft zunehmend unrealistisch erschien und nur mehr die Sperrung der Ostseezugänge und Deckung der eigenen Küsten erreichbar schien. Den Schnellbooten der Jaguar-Klasse wurde nun auch als eine wesentliche Aufgabe das Bekämpfen der östlichen Flugkörperschnellboote zugewiesen, die als große Bedrohung der westlichen Seestreitkräfte erkannt wurden. Das Legen von Minensperren vor allem in der Gedser-Enge (→ Kadetrinne) blieb eine wichtige Zusatzaufgabe. Phasenweise sah die NATO wesentliche maritime Angriffsoperationen des Warschauer Paktes im Bereich der Ostsee auch gar nicht mehr als wahrscheinlich an und qualifizierte damit das Einsatzgebiet der Schnellboote zum unwesentlichen Nebenschauplatz ab. Ab Mitte der 1960er Jahre bis zum Ersatz durch Flugkörperschnellboote wurde die Sicherstellung der vorgegebenen Aufgaben durch die Jaguar-Klasse Schnellboote und die zehn Boote der Zobel-Klasse zunehmend kritisch eingeschätzt.
Im Bereich der Nordsee wurde die Notwendigkeit gesehen, die nördliche Nordsee als wichtigen Zufahrtsweg weitgehend selbstständig schützen zu können, da die norwegische Marine hierzu als zu schwach erachtet wurde. Hierfür waren vor allem hochseetaugliche Einheiten wie Zerstörer und Fregatten vorgesehen, aber Schnellboote sollten diese dabei unterstützen können. Angesichts ihrer technischen Unterlegenheit wurden die Schnellboote in der Ostsee zahlenmäßig verstärkt und dort zusammengeführt. Ab 1970 waren darum keine Schnellboote mehr in der Nordsee stationiert.

### Taktik
Zum Torpedoangriff sollten sich die Boote ihren Zielen in dichter Formation mit Höchstgeschwindigkeit nähern, um auf dem gegnerischen Radar keine identifizierbaren Einzelsignaturen abzubilden. Erst kurz vor dem Ziel wäre die Formation geöffnet worden, um die ungelenkten Torpedos aus möglichst geringer Distanz (< 5500 m) auszustoßen. Dabei musste Funk- und Radarstille gehalten werden.

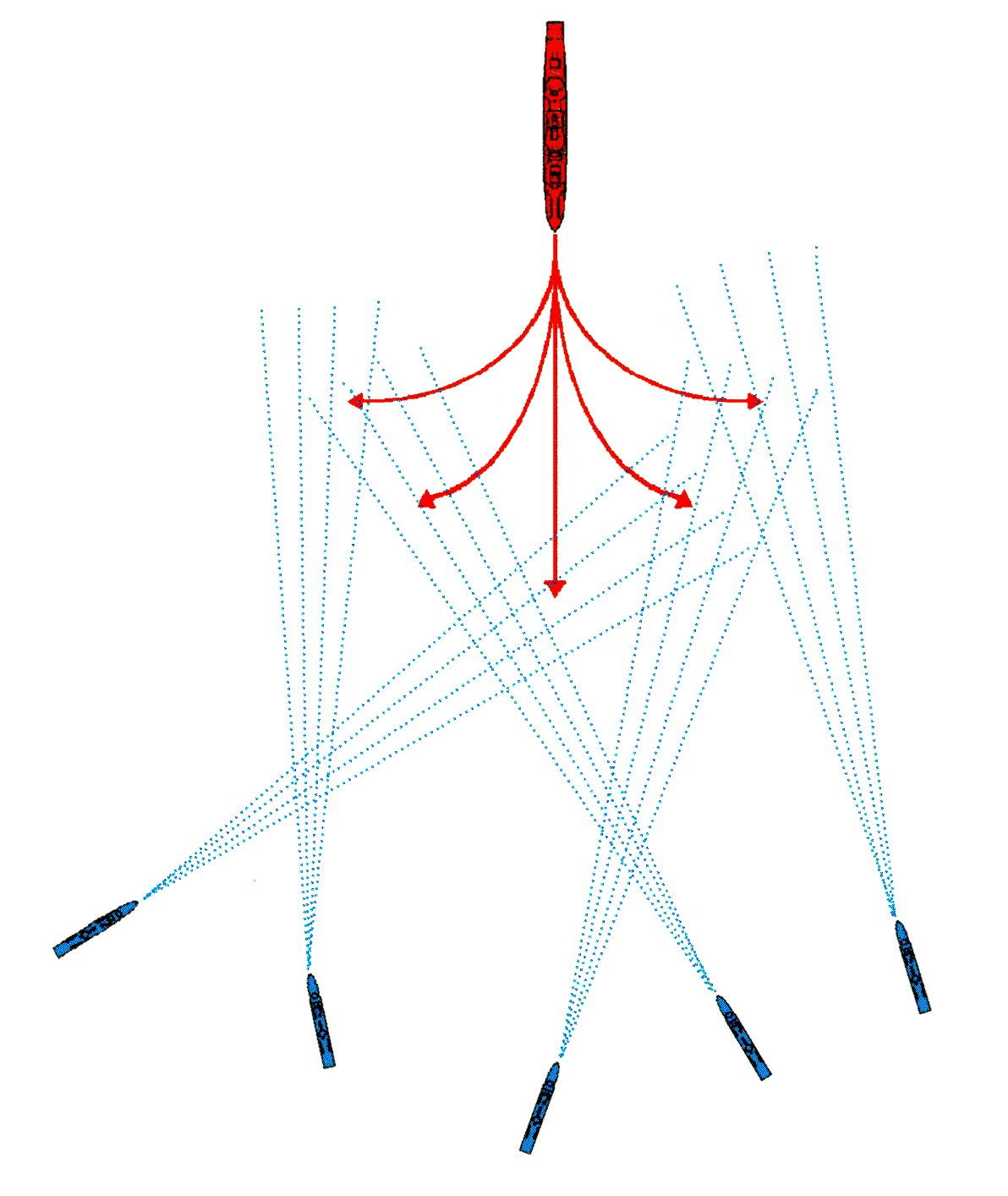
Schematische Darstellung der Schussverteilung mit Torpedotaktischer Rechenscheibe bei einem frontalen Angriff einer Schnellbootdivision

Für Angriffe auf verteidigte Ziele wie etwa größere, schwer bewaffnete Kriegsschiffe war der Ansatz mehrerer Boote bis zu Geschwaderstärke (7–10 Boote) vorgesehen, die aus verschiedenen Richtungen Torpedofächer auf das Ziel abgeschossen hätten. Es oblag den Divisions- und Rottenführern, ihre Bootsgruppen synchron in Schussposition zu manövrieren. Schusskurse und Torpedoeinstellungen wurden im direkten Angriff mit Hilfe der Torpedozielsäule auf der Brücke errechnet. Ab 1964 wurde diese ergänzt durch die sogenannte „Torpedotaktische Rechenscheibe“, mit der jedes Boot die für seine Position in der Angriffsformation günstigste Verteilung in die möglichen Ausweichräume ermittelte. Die Angriffspläne wurden dabei so angelegt, dass das Ziel auch durch Ausweichmanöver nicht aus dem Bereich der Torpedolaufbahnen entkommen konnte. Das bedeutete, dass einige Boote bewusst daneben zielen mussten. Bei weniger stark bewaffneten Zielen wie etwa Landungsschiffen hätte ein Geschwader mehrere in der Nähe zueinander befindliche Ziele auf einmal angreifen können. Den Torpedos wurde je nach Ziel eine bestimmte Lauftiefe und falls nötig Kursänderungen eingestellt. Die fächerförmige Anordnung der Rohre bewirkte eine Verteilung der Torpedos und hätte so die Trefferwahrscheinlichkeit erhöht – auch bei eventuellen Ausweichmanövern der angegriffenen Schiffe.
Da die Boote keine nennenswerte Panzerung hatten, mussten sie feindlichem Abwehrfeuer durch Überraschung, wechselnde Kurse und hohe Geschwindigkeit begegnen, um es dem Gegner zu erschweren, seine Geschütze zu richten. Die besten Angriffsbedingungen bot die Dunkelheit, wenn eine optische Zielerfassung durch den Gegner nicht möglich gewesen wäre. Die Erfahrungen des Zweiten Weltkrieges zeigten, dass bei Tageslichtangriffen auf geschützte Verbände mit hohen eigenen Verlusten zu rechnen gewesen wäre. Angesichts der sich entwickelnden Radartechnik und insbesondere radargesteuerter Feuerleitung bot allerdings auch die Dunkelheit kaum mehr Schutz.

### Führung
Die Boote der Jaguar-Klasse waren in drei Geschwadern zu je zehn Booten zusammengefasst. Zu jedem Geschwader gehörten außerdem ein bis zwei Begleitschiffe (Tender) und der Geschwaderstab. Die Geschwaderkommandeure waren Disziplinarvorgesetzte auf der Ebene eines Bataillonskommandeurs, ihr vorgesehener Dienstgrad war Fregattenkapitän.
Da fast immer einzelne Boote zur Erprobung abgestellt waren oder Werftaufenthalte hatten, verfügte im Einsatz ein Geschwader meist effektiv über acht oder neun Boote und gliederte sich in zwei Divisionen, die sich wiederum in Rotten zu je zwei Booten aufteilen konnten. Das Geschwader und die erste Division wurden vom Kommandeur geführt, die zweite Division durch den stellvertretenden Geschwaderkommandeur und einzelne Rotten durch den dienstältesten Kommandanten in der Rotte.
In enger Verbandsfahrt konnten die Kommandanten dabei die Brücke kaum verlassen, um sich im Plottraum ein Lagebild zu verschaffen. Die Aufgabe der Lagebeurteilung und Einsatzplanung übernahm für das Geschwader der Kommandeur. Dabei wurde dieser vom Funk-, Radar- und Signalpersonal des jeweiligen Führerbootes unterstützt.
Als Führungsmittel verfügten die Boote zunächst nur über ein Navigationsradar, ein Tast- und ein Sprechfunkgerät. Als Lagezentrale diente der so genannte Plottraum. Diese Ausstattung wurde im Laufe der Zeit um weitere UHF-Funkgeräte und einen halbautomatischen Nedinsko-Plotttisch zur Kursberechnung und Lagedarstellung ergänzt.
Innerhalb eines Bootes erfolgte die Kommunikation über ein elektrisches Gegensprechsystem (BÜ-Netz), das zunächst unvollständig, dann auf alle Stationen ausgedehnt wurde.
Die ab 1962 den Geschwadern zugeführten Tender der Rhein-Klasse (Klasse 401) spielten für den Einsatz der Boote eine bedeutende Rolle. Bei Manövern außerhalb der Stützpunkte war die Versorgung und Unterbringung der Mannschaften bis dahin ein erhebliches Problem. Die Tender waren aber nicht nur eine Versorgungsplattform, sondern sollten auch Lücken in der Bewaffnung der Boote zum Schutz des Verbandes am Versorgungspunkt ausgleichen. Zu diesem Zweck verfügten sie über zwei 100-mm-Geschütztürme, 40-mm-Flak und eine Sonaranlage zur U-Boot-Ortung. Zuerst war vorgesehen, die Geschwadertender auch als Führungsplattform mit in die Gefechtszonen vor zu ziehen, dies wurde jedoch schnell verworfen und Gefechtsübungen von einem Boot (Führerboot) aus geleitet. Trotzdem stellten die Tender mit ihren leistungsfähigeren Funkanlagen ein wichtiges Bindeglied zwischen der Marineführung im Flottenkommando und dem Geschwader in See dar.

## Besatzung
Der taktische Einsatz wie die Technik der Boote stellte hohe Anforderungen an den Ausbildungsstand der Besatzung, die fast zur Hälfte aus Offizieren und Unteroffizieren bestand. Bis Anfang der 1960er Jahre waren die Mannschaftsdienstgrade ebenfalls ausschließlich Zeitsoldaten und auch darüber hinaus blieb der Anteil längerdienender Mannschaftsdienstgrade auf Schnellbooten hoch.
Als Kommandant war ein Kapitänleutnant vorgesehen, tatsächlich waren aber Offiziersdienstgrade vom Leutnant zur See bis zum Korvettenkapitän Kommandanten der Boote. Meistens war es ein Oberleutnant zu See. Die Kommandanten hatten die Disziplinargewalt eines Kompaniechefs.
Die STAN-mäßige Besatzungsstärke hat sich im Laufe der Zeit nur geringfügig verändert.
Die Besatzung bestand ursprünglich (hier am Beispiel der Indienststellungs-Besatzung von S 21 Dommel von 1961) aus:
- 3 Offiziere: Kommandant, 1. Wachoffizier (I WO), 2. Wachoffizier (II WO, oft Fähnriche zur Ausbildung)
- 2 Bootsmänner: Technik („Leitender“), Decksbootsmann („Schmadding“)
- 12 Maate: 4× Motoren (T1–4), 2× Deck, Elektrik, Brücke, Radar, Artillerie, Torpedos, Funker
- 21 Mannschaften: 4× Motoren, 4× Deck, 3× Artillerie, 2× Torpedo, 2× Elektro, 2× Brücke, Radar, Funker, Signal, Koch

Später kam ein Schiffstechnischer Offizier (STO) hinzu, und der bisherige „Leitende“ im Bootsmannsrang wurde zum „Abschnittsleiter Motoren“; dafür fiel der II WO weg. Allerdings bestand ständig ein nicht zu behebender Mangel entsprechend ausgebildeter Offiziere, auch nach Einführung der Laufbahn der „Offiziere des Militärfachlichen Dienstes“. Darum konnte oft nicht mehr erreicht werden, als jeder Geschwaderdivision einen STO im Leutnantsrang zuzuweisen. Die weiteren Posten wurden durch hochrangige Bootsmänner besetzt.
Insgesamt war der ab Ende der 1960er Jahre auftretende Mangel an qualifiziertem Personal auch anderer Bereiche auf Schnellbooten nur schlecht kompensierbar, da innerhalb eines Bootes kaum eine Vertretung fehlenden Personals möglich war.

### Unterbringung
Die Unterbringung der Besatzung an Bord der Jaguar-Boote war eng, aber wohnlich, unter anderem mit Holzverkleidung versehen. Im Heimathafen sollten die Besatzungen nicht an Bord schlafen, bis zum Bezug des neuen Stützpunktes in Olpenitz 1970 war die Unterkunftssituation an Land aber oft nicht ausreichend. Auf den häufigen Manöverfahrten, Auslandsbesuchen und als Wachboot (siehe unten) standen der Besatzung insgesamt 39 Kojen zur Verfügung. Durch die den S-Bootgeschwadern ab 1962 beigegebenen Tender wurde der Betrieb und die Versorgung der Boote und Besatzungen im Einsatz, bei Manövern oder Auslandsaufenthalten verbessert, dort bestand dann auch die Möglichkeit, zu duschen.
Im Vorschiff befanden sich der Plottraum mit sechs festen Kojen und vier Kojen zum Aufhängen (keine Hängematten) für Unteroffiziere, sowie ein Toilettenraum (etwa 2 m²) und zwei kleine Kammern mit je zwei Kojen für die Offiziere und Feldwebel. Die Kommandantenkammer war mit eigenem Waschbecken und Schreibtisch und einer Doppelkoje (Etage) ausgestattet. Das zweite Bett dort war für den Kommandeur des Geschwaders, wenn dieser auf einem der Boote mitfuhr. In der Steuerbord-Brückenkammer befanden sich noch eine Koje und kleine Spinde als Krankenrevier („Geschwader-Reiseschlunz“) und mögliche Schlafstätte für den bei Einsätzen auf einem Boot zusteigenden Geschwaderarzt oder Sanitäter. Im Bug befand sich eine Unterkunft für Mannschaften („Decksgasten“) mit zwölf Kojen („Heldenkeller“), zugänglich über ein Kugelschott von Deck aus. Auch die Unterkünfte im Heck waren nur über ein Kugelschott von Deck aus erreichbar. Dort befanden sich neben einem Raum mit sechs Kojen für die Mannschaften der Maschine („Heizer“), die Kombüse mit Elektroherd (in U-Bootgröße) und einem für damalige Zeiten großen Kühlschrank, ein Unteroffiziersschlafraum („Viermannskammer“) mit zwei Etagenkojen und ein weiterer kleiner Toilettenraum.

### Seedienst
Die Schnellboote waren als sogenannte „Einwachenboote“ konzipiert, darum gab es anders als auf größeren Schiffen für den Betrieb keine wechselnden Schichten („Wachen“). Bei Einsatzfahrten unter Gefechtsbedingungen wurde fast die gesamte Besatzung benötigt und es bestand keine Möglichkeit einer längeren Ablösung vom Posten. Ruhepausen wurden intern nach Bedarf und Möglichkeit im Aufgabenbereich durchgeführt.
Bei ununterbrochenem Einsatz von bis zu 72 Stunden war die psychische und körperliche Belastung damit oft an der Grenze des Zumutbaren. Der Kommandant blieb meistens vom Ablegen bis zum Anlegen auf der Brücke.
Außerhalb von Verbands- oder Manöverfahrten unter Gefechtsbedingungen oder bei Überführungs- oder Kanalfahrten waren nicht alle Stationen (wie die Geschütze) besetzt und es konnte beispielsweise ein Maat die Maschinen allein bedienen. Für die frei werdenden Besatzungsmitglieder wurden Ruhepausen und damit längere Seeaufenthalte möglich. Dabei war während des Fahrbetriebes der vordere Mannschaftsraum als möglicher Kollisionsraum gesperrt (dieser Raum war bei Kollisionen besonders gefährdet) und die Besatzungsmitglieder mussten sich im Wesentlichen die hinteren zehn Kojen teilen.
Der Tagesbetrieb am Liegeplatz verlief an Bord mit allen Mahlzeiten (Frühstück, Mittag und Abendessen), dazu donnerstags der Seemannssonntag. Im Seebetrieb kam zu den normalen Mahlzeiten noch der sogenannte „Mittelwächter“ um Mitternacht hinzu. Damit war der Koch (Smut) voll ausgelastet. Während der Fahrt wurde ihm eine Hilfskraft aus der Mannschaft zur Seite gestellt. Dafür gehörte der Smut bei Gefechtsübungen zur Torpedostation, außerdem war er der Bordsanitäter. Auf- und Abdecken wurde von den täglich wechselnden Backschaftern durchgeführt. Das Kartoffelschälen („Potackendrehen“) war ein „Alle-Manns-Manöver“, an dem sich sogar ab und zu (bei guter Laune) der Kommandant beteiligte. Gegessen wurde im hinteren Mannschaftsquartier und im Plottraum.

### Wachdienst
Außerhalb der Einsatzfahrten wurden die Boote im Hafen nach den geltenden Wachbestimmungen gesichert. Die Wache an Bord der einzelnen Boote bestand analog zu den Regelungen anderer Truppenteile aus „Unteroffizier vom Dienst“ (UvD), „Matrose vom Dienst“ (MvD) und „Heizer vom Dienst“ (HvD) (später „Schiffssicherungsgast vom Dienst“ (SvD)). Sie war zuständig für den geregelten Ablauf der Bordroutine wie Wecken, Flaggenparade, Landgangsordnung und -überwachung, Ruhe im Schiff, Zustand der Mannschafts- und Betriebsräume. Der „UvD“ musste nachts eine Runde durch das Boot machen und dem „Offizier vom Wachdienst“ (OvWa) Meldung über den Zustand des Bootes machen.

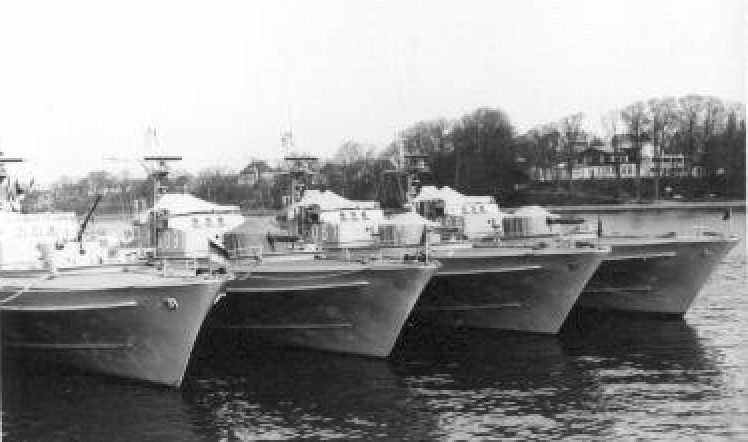
Etwa 1960, Boote des 5. Schnellbootgeschwaders im „Päckchen“ im Neustädter Hafen

Lagen bis zu drei Boote zusammen, wurde von einem Boot zusätzlich als „Kleine Wache“ eine bewaffnete Bewachung im Außenbereich gestellt. Es setzte den Stander „Nato-Null“. Die Außenwache bestand aus einem wachhabenden „Maat der Wache“, einem „Posten Pier“, einem „Posten Seeseite“, sowie dem „OvWa“. Der Wachoffizier war unter anderem für den Ablauf der Wachroutine verantwortlich.
Eine sogenannte „Große Wache“ musste ab vier Booten gestellt werden. Dann musste ein Boot mit der gesamten Besatzung an Bord zur Wache bestimmt werden. Das Wachboot befand sich im Alarmzustand zum schnellen Auslaufen bereit.

## Technik
Die technischen Grunddaten sind in der Infobox am Anfang des Artikels dargestellt. Die angegebene Verdrängung stieg bei Einsatzbeladung bis auf 210 t bzw. 221 t. Der Tiefgang stieg entsprechend auf 2,34 m bei der Klasse 140 und wegen des höheren Grundgewichtes bei der Klasse 141 bis zu 2,39 m an. Wenn etwa Reservetorpedos oder Minen mitgeführt wurden, konnte dies noch überschritten werden. Dadurch wurde auch die Höchstgeschwindigkeit herabgesetzt. Die erreichbare Geschwindigkeit konnte natürlich auch durch Seegang begrenzt werden. Die angegebene Reichweite der Boote war ebenfalls beladungsabhängig, noch stärker jedoch von der gewählten Geschwindigkeit. So sank die Reichweite bei 39 kn auf etwa 500 sm, stieg dagegen bei nur 32 kn auf etwa 1000 sm. Die angegebenen Leistungsdaten der Motoren stellen die Maximalwerte dar, die im Dauerbetrieb nicht erreicht wurden. Als Dauerhöchstgeschwindigkeit wurden 39 kn bei einer Leistungsabgabe der Motoren von 10.000 PS angesetzt.

### Rumpf
Die Schnellboote der Jaguar-Klasse waren wie fast alle deutschen Schnellboote durch Dieselmotoren angetriebene klassische Rundspantboote mit Spiegelheck. Sie waren in Kompositbauweise mit Holzbeplankung als Doppeldiagonalkraweel auf Leichtmetallspanten ausgeführt. Dabei wurden zwischen zwei Lagen Mahagoni von je 2,5 cm eine 0,7 cm starke Diagonallage Camballa verleimt (nach anderen Angaben waren die Mahagonischichten 3 und 2 cm stark). Dadurch waren die Boote leicht, verwindungsfest und weitgehend unempfindlich für Magnetminen. Zur Erhöhung der Sinksicherheit unterteilten zehn wasserdichte Querschotten die Boote. Die elf dadurch gebildeten Abteilungen waren von hinten nach vorne durchnummeriert. Die wenigen Aufbauten bestanden aus Leichtmetall, nur die Brücke und die Geschützstände waren mit 1 cm Stahlblech leicht gepanzert.
Als so genannte Verdrängerboote hoben sie sich bei hoher Fahrtgeschwindigkeit nicht aus dem Wasser, im Gegensatz zu sogenannten Gleitbooten, die auf der Wasseroberfläche dahingleiten. Dies beschränkte zwar ihre Höchstgeschwindigkeit, machte die Boote aber verhältnismäßig unempfindlich gegen schwere See, so dass sie auch bis zu Seegang Stärke 6 voll einsetzbar waren.
Der Rumpf war dabei so günstig gestaltet und die Antriebsanlage so ausgelegt, dass die klassischen Berechnungsformeln für die Rumpfgeschwindigkeit von Verdrängern außer Kraft gesetzt wurden und Geschwindigkeiten bis zur Kavitationsgrenze des Propellers, also bei diesen Booten je nach Beladung 40 bis 45 Knoten erlaubte. Auch wurden damit die Fahreigenschaften insgesamt verbessert. Ein Staukeil und die Abrisskante am Heck sowie der Strömungsvorlauf waren derart abgestimmt, dass das Eintauchen des Hecks und die Höhe der Heckwelle sowie der bei anderen Rumpfformen bekannte „Saugeffekt“ wirkungsvoll vermindert wurden. Zudem waren die Rumpfproportionen im Unterwasserschiff so gestaltet, dass zusammen mit der Anordnung der Wellen und der genannten Abflachung der Heckwelle nicht schon der Nachlauf der Bugwelle und der Vorlauf der Heckwelle einander beeinflussten.
Die Holzkonstruktion erwies sich als sehr robust, war jedoch aufwändig im Unterhalt. Bei Eisgang war der Einsatz der Boote beschränkt, weil schon relativ dünnes Eis den Holzrumpf beschädigen konnte.

### Maschinenanlage
Die Boote der Serien 140 und 141 unterschieden sich nur in der Motorisierung, wobei die verwendeten Motoren dabei zunächst gleiche Leistung von je 3000 PS hatten. Die vier schnelllaufenden aufgeladenen Viertakt-Dieselmotoren wurden mit Druckluft angelassen. Die Motoren wirkten bei der Klasse 140 über je ein angeflanschtes Untersetzungsgetriebe und eine Kupplung und bei der Klasse 141 über je eine Kupplung und ein Wendegetriebe auf die Wellen. Die Wellen drehten sich entgegengesetzt und waren jeweils um 2° von der Mittellinie abweichend ausgerichtet (die mittleren nach innen, die äußeren nach außen). Die dreiflügeligen festen Propeller hatten bei den meisten Booten einen Durchmesser von 1,15 m. Drei Boote hatten Propeller mit 1,12 m Durchmesser.
Die Abgase wurden seitlich aus dem Rumpf abgeleitet. Bei hoher Fahrtstufe lagen die Auslässe unterhalb der Wasseroberfläche und reduzierten damit die Fahrgeräusche außerhalb der Boote wesentlich. Die Motoren zeigten in der Anlassphase eine erhebliche Abgas- und Rußentwicklung, so dass bei der Standprobe im Hafen zwischen die Boote mittels angeschlagener Schläuche Seewasser gesprüht wurde, um Rußablagerung zu verhindern und die Rümpfe der daneben liegenden Boote vor der Hitze der Abgase zu schützen. Die damit befassten Männer trugen manchmal Gasmasken, um die ölgeschwängerte Luft nicht ungeschützt einatmen zu müssen.
In der sogenannten Erhaltungsstufe 5 wurden die Motoren ausgetauscht und zur Überholung an die Herstellerwerke verschickt. Dafür war oberhalb der Maschinenräume das Deck herausnehmbar konstruiert. Im Zuge einer solchen Wartung erfolgte auch der Austausch gegen leistungsstärkere Motoren auf den Booten der Klasse 141 (siehe Klasse 141).

#### Klasse 140 („Mercedes-Boote“)
Die Boote der Klasse 140 waren mit vier 20-Zylinder-V-Motoren des Typs Mercedes-Benz MB 518 B mit jeweils 3000 PS Leistung ausgestattet. Die Motorblöcke waren aus der seewasserbeständigen Leichtmetalllegierung Silumin gefertigt und hatten zur Gewichtsersparnis weitere spezielle Konstruktionsmerkmale. So waren die Zylinder aus Sonderstahl mit Zylinderboden und Vorkammer aus vollem Material herausgearbeitet. Die Ein- und Auslasskanäle und der Kühlmantel aus Stahlblech waren aufgeschweißt und auf einem im Kurbelgehäuse vorhandenen Zwischenboden abgestützt. Bei erforderlichen Reparaturen (z. B. Kolbenfressern) konnte der ganze beschriebene Block nach oben gezogen und der Kolben bis zur Kolbenschaftunterseite freigelegt werden. Das Trockengewicht je Motor betrug 4800 kg. Die Motoren waren damit zwar erheblich leichter, bereiteten jedoch in den ersten Jahren einige Probleme. Zunächst war ihr Schmierölverbrauch zu hoch. Die Maßnahmen, dies abzustellen, führten dann zu vermehrten mechanischen Problemen. Dies konnte durch verschiedene Maßnahmen weitgehend behoben werden, die Motoren blieben jedoch wartungsintensiver und störanfälliger als die der Klasse 141.
Die Motoren besaßen mechanische Aufladegebläse und angeflanschte Untersetzungsgetriebe (1:1,72). Für die Rückwärtsfahrt wurden die Motoren gestoppt und umgesteuert, so dass sie dann in umgekehrter Drehrichtung liefen. Dies war jedoch nur bei Stillstand des Bootes bzw. langsamer Fahrt möglich.

#### Klasse 141 („Maybach-Boote“)
Die ersten acht Boote der Klasse 141 waren mit vier 16-Zylinder-V-Motoren MD 871/30 aus Grauguss von Maybach (später MTU) ausgerüstet. Jeder Motor hatte zwei Abgasturbolader und lieferte ebenfalls eine Leistung von 3000 PS.
Das Trockengewicht je Motor betrug 6.690 kg, dadurch und durch für diese Motoren notwendige schwerere Nebenaggregate hatte die Klasse 141 ein etwa 12 t höheres Gesamtgewicht und erreichte damit zunächst eine etwa 3 kn niedrigere Höchstgeschwindigkeit. Die beiden letzten Boote wurden mit MD-872-Motoren mit je 3600 PS ausgerüstet (insgesamt 14.400 PS), womit die Höchstgeschwindigkeit der „Mercedes-Boote“ etwas übertroffen wurde. Ende der 1960er Jahre wurden dann alle Boote auf die leistungsstärkeren Motoren umgerüstet. Damit wurde der Geschwindigkeitsnachteil mehr als ausgeglichen, allerdings auf Kosten eines höheren Kraftstoffverbrauchs und darum geringerer Reichweite.
Die Maybachmotoren wurden zur Rückwärtsfahrt nicht umgesteuert, sondern hatten dazu ein Wendegetriebe. Auch hier war dieser Vorgang höchstens bei geringer Fahrt möglich.

### Hilfseinrichtungen
- Zur Stromerzeugung waren zwei Dreizylinder-Dieselgeneratoren mit je 96 PS (70 kW) an Bord. Diese erzeugten je 65 kVA Drehstrom in der als NATO-Standard definierten Spannung von 440 V bei 60 Hz.[60] Über Trafos wurden für bestimmte Verbraucher auch 220 V, 115 V und 24 V erzeugt. Letztere auch zum Laden diverser Akkumulatoren etwa zum Anlassen der Hilfsmaschinen, für Beleuchtung, Positionslichter usw.
- Zur Erzeugung von Druckluft dienten zwei elektrisch angetriebene dreistufige Kompressoren. Die Boote benötigten Druckluft zum Anlassen der Motoren, zum Befüllen der Torpedos und für den Ausstoß der Torpedos aus den Rohren.
- Die Steuerung erfolgte über eine elektrische Ruderanlage auf zwei Spatenruder.
- Als Beiboot wurde ein Schlauchboot mit festem Boden und Außenbordmotor mitgeführt.
- Als Rettungsmittel standen neben persönlichen Schwimmwesten drei aufblasbare Rettungsflöße zur Verfügung.[54]

### Bewaffnung

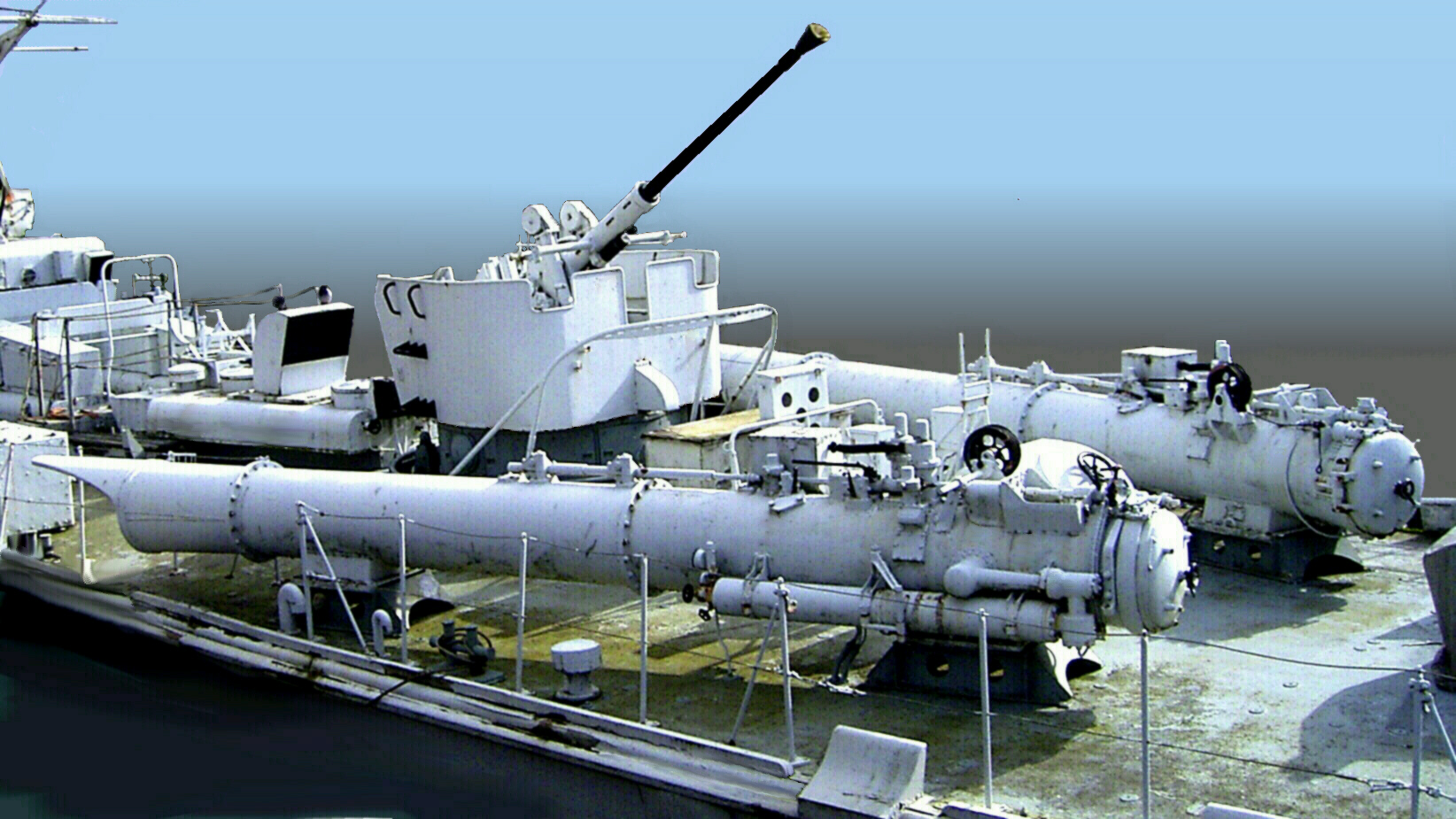
Torpedorohre und 40-mm-Geschütz auf dem Achterdeck (Hintergrund retouchiert)

#### Torpedos
Die Hauptbewaffnung der Boote bestand aus vier Torpedorohren (ToRo M 1) britischer Produktion (Saunders-Roe)
mit einem Kaliber von 533 mm. Diese waren 10° (vorn) und 15° (hinten) zur Fahrtrichtung angeordnet und stießen die Torpedos mittels Druckluft nach vorne aus. Die Schusskurse wurden mit Hilfe einer Torpedorichtsäule (Hagenuk MK 8) auf der Brücke und ab 1962 ergänzend mit der „Torpedotaktischen Rechenscheibe“ ermittelt.
In jedem Rohr wurde normalerweise ein Torpedo mitgeführt, zusätzlich konnten auf den Ladebänken hinter den Rohren drei Reservetorpedos untergebracht werden. Achtern konnte nur ein zusätzlicher Torpedo mitgeführt werden, weil der Reservetorpedo auf dem drehbaren Gestell mit der Seilwinde zum Entladen der Rohre auflag.

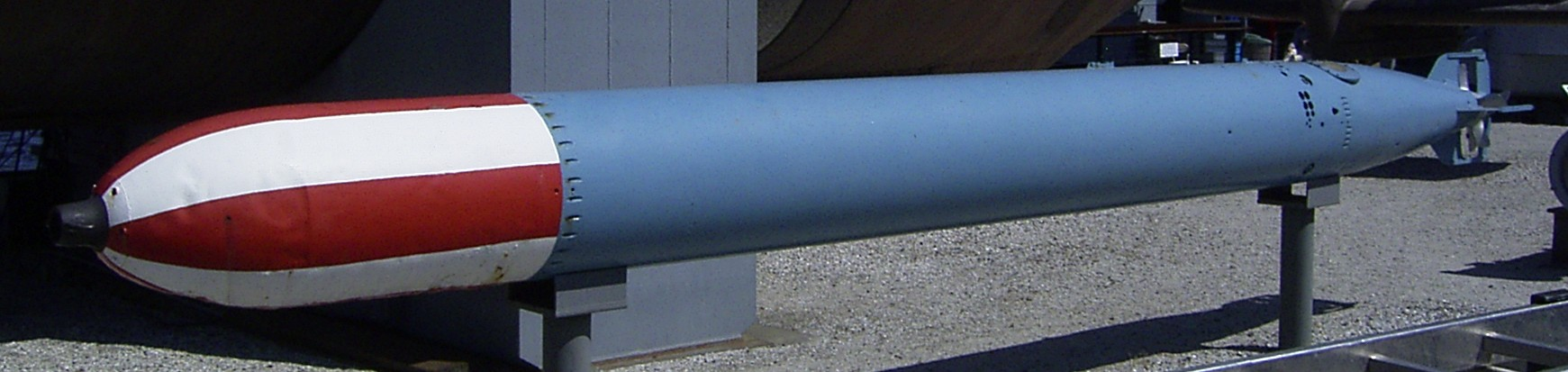
Übungstorpedo G7a

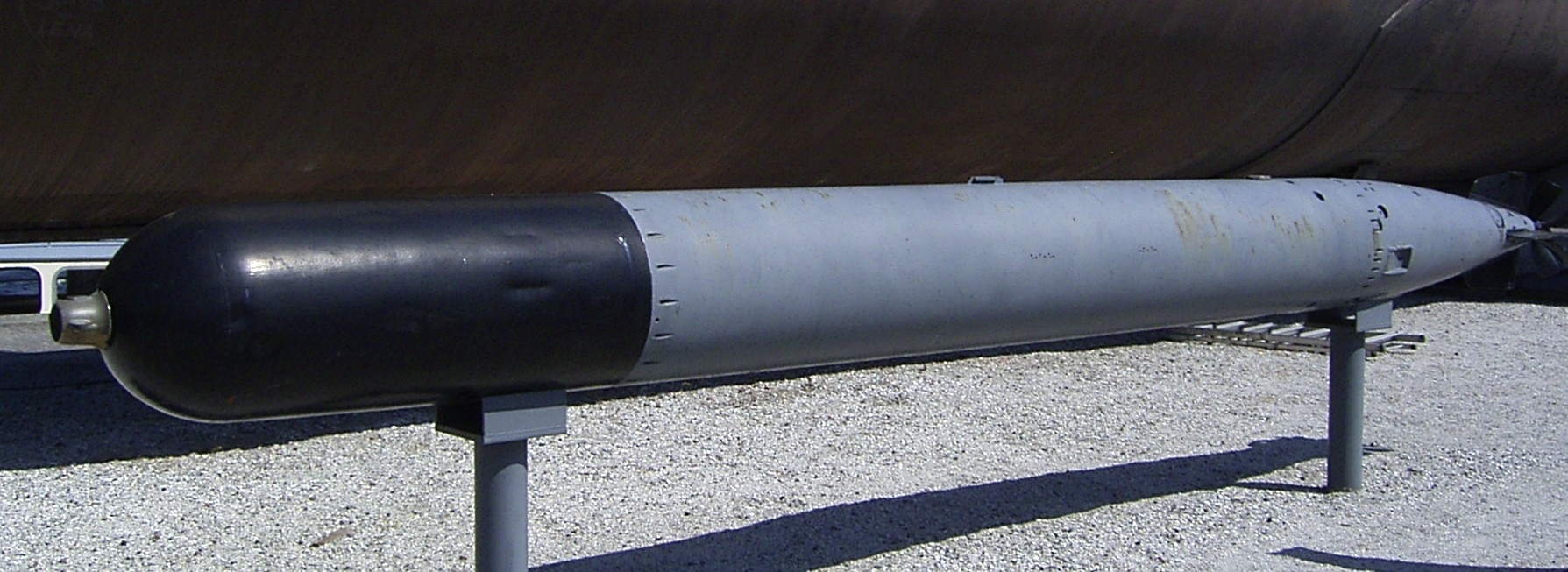
Mark VIII der Bundesmarine

Es wurden aus Frankreich beschaffte Restbestände des deutschen G7a-Torpedos mit einer Reichweite von 6 km bei 44 kn sowie der britische Mark VIII mit einer Reichweite von 4,5 km bei 45,5 kn verwendet.
Die Torpedos waren ungelenkt, das heißt, sie konnten nach dem Ausstoßen vom Boot nicht mehr beeinflusst werden und orteten auch nicht selbsttätig ihr Ziel. Sie hatten jedoch eine Tiefensteuerung und einen Steuermechanismus eingebaut, in dem einfache Kursänderungen voreingestellt wurden. Meistens wurde damit die schräge Aufstellung der Torpedorohre ausgeglichen, so dass beispielsweise der vordere Backbordtorpedo nach dem Eintauchen eine Kursänderung um 10° nach Steuerbord durchführte, um dann geradeaus in Fahrtrichtung des Bootes zu laufen.
Scharfe Schüsse wurden in norwegischen Fjorden geübt.

#### Artillerie
Die beiden Bofors-Schnellfeuerkanonen 40 mm/L70 waren in offenen Ständen (Marineeinzellafette (MEL 58)) auf dem Vorderdeck und zwischen den Hecktorpedorohren aufgestellt. Sie sollten primär der Flugabwehr dienen, waren aber auch zur Seezielbekämpfung geeignet. Dafür hatten die Boote 3168 Schuss selbstzerlegende Flakmunition (DM 31) in zwei Munitionsbunkern an Bord. Der vordere Munitionsraum, der auch gleichzeitig Waffenkammer für sonstige Waffen war, befand sich in Abteilung VIII unterhalb des Brückenaufbaus, in Abteilung II befand sich die Munition für das achtere Geschütz.

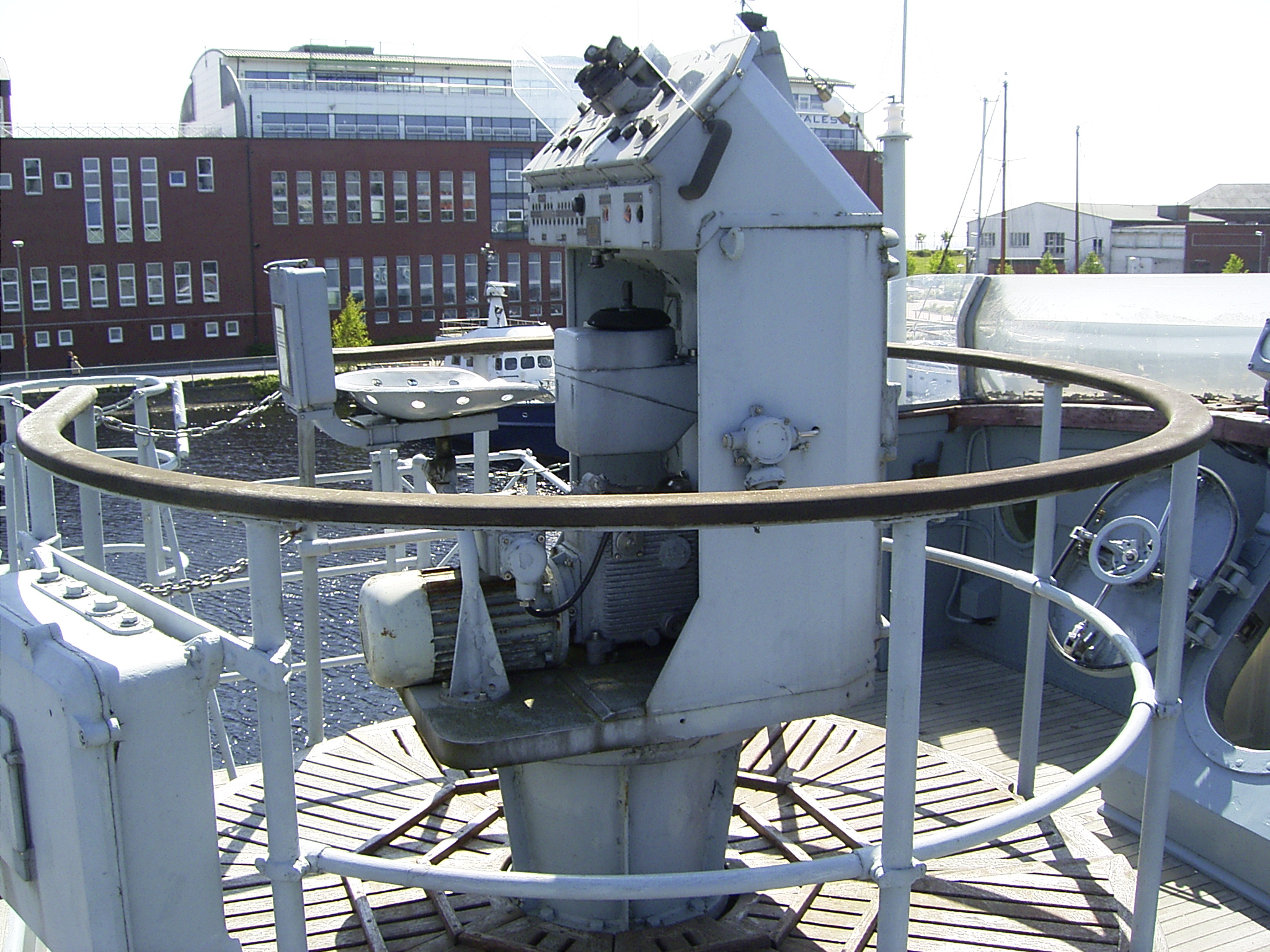
Artillerierichtsäule OGR 7 (hier auf einem Minensuchboot)

Bei ihrer Auslieferung konnten die Geschütze nur lokal gerichtet werden. Später wurde ein optronischer Artillerieleitstand (OGR 7 des italienischen Herstellers „Officine Galileo“) hinter dem Fahrstand nachgerüstet, mit dem die Geschütze synchronisiert gerichtet werden konnten. Dabei konnten auch Ergebnisse der Radarortung auf dieses Zielgerät übertragen werden. Als Artillerieoffizier war der 1. Wachoffizier (I WO) eingesetzt. Mit Hilfe von elektrischen Richtmotoren wurden die Waffen nach den Vorgaben des Artillerieleitstandes automatisch gerichtet und zentral abgefeuert. Die Geschützbedienung hatte lediglich nachzuladen. Jedes Geschütz konnte aber auch weiterhin vollständig unter lokaler Kontrolle bedient werden. Nachts waren die Geschütze praktisch nicht einsetzbar, weil die Boote kein Feuerleitradar hatten.
Die Geschütze hatten für Fahrzeuge dieser Größe ein relativ starkes Kaliber, was den Booten eine Überlegenheit im Gefecht mit anderen leichten Kräften gegeben hätte. Vergleichbare Schnellboote des Warschauer Pakts in der Ostsee verfügten meist nur über Geschütze der Kaliber 15 mm bis 37 mm.

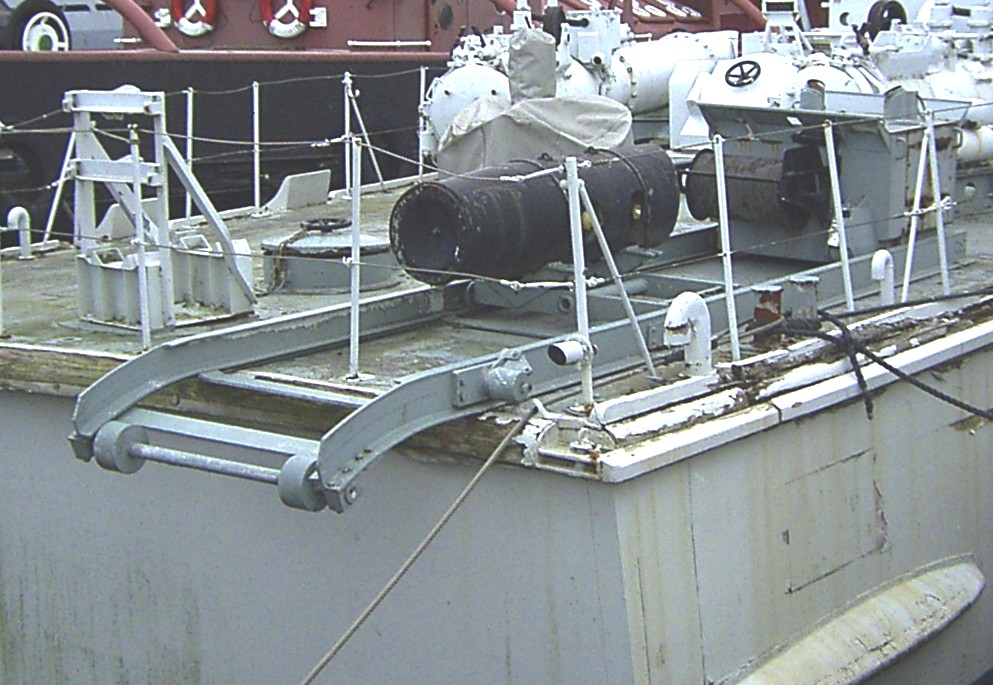
Teil einer Minenlegeschiene

#### Minen
Minenlegen war eine Nebenaufgabe der Boote. Sie sollten dort eingesetzt werden, wo Minenleger und Minensuchboote, deren Hauptaufgabe die Verminung gefährdeter Küstenabschnitte gewesen wäre, aufgrund der Gefährdungslage nicht hätten eingesetzt werden können. Mit geringem Aufwand konnten die hinteren Torpedorohre entfernt und gegen zwei Schienen ausgetauscht werden, auf denen je nach Minentyp bis zu 36 Grundminen oder bis zu 34 Ankertauminen mitgeführt werden konnten. Bei voller Zuladung mit Ankertauminen war allerdings das hintere Geschütz nicht mehr einsetzbar.
Als schnelle Kräfte mit guter Selbstverteidigung wären Verbände von Jaguar-Booten in der Lage gewesen, Lücken in Minensperren auch unter Feindbedrohung zu schließen.

#### Wasserbomben
Seitlich der hinteren Torpedorohre befanden sich je zwei Halterungen für Wasserbomben (eine Halterung ist auf oben stehendem Bild oberhalb des Kugelschotts an der Bordkante erkennbar). Da diese jedoch ohne jede Unterwasserortung (z. B. Sonar) abgeworfen werden mussten und dabei in den überwiegend flachen Gewässern des Einsatzgebietes oft Schäden an den Booten auftraten, waren die Schnellboote für den Einsatz von Wasserbomben nur eingeschränkt geeignet. Diese wurden in der Regel nicht mitgeführt.

#### Handwaffen
An Bord befanden sich zunächst nur mehrere Pistolen des Modells P1 (P38) und ein Karabiner K98 für den Wachdienst. Letzterer diente auch zum Zerstören treibender Minen.
Bis Mitte der 1960er Jahre wurde das K98 durch das Gewehr G3 ersetzt.
Weiterhin kamen die Maschinenpistole MP2 und ein Maschinengewehr MG3 (zunächst noch in der Ausführung als MG42) sowie Handgranaten an Bord. Diese Waffen und die zugehörige Munition wurden in der vorderen „Mun-Kammer“ (Abt. VIII) aufbewahrt.
Bis zur Außerdienststellung befanden sich dann folgende Handfeuerwaffen an Bord:
- 4 Pistolen P1
- 2 Maschinenpistolen Uzi;
- 4 G3
- 2 MG3
- 2 Signalpistolen

Die Waffen sollten außer zum Wachdienst für die sogenannten „Enterrollen“, das heißt das Entern bzw. die Abwehr von Enterungen, an die Besatzung ausgegeben werden.

### Kommunikation und Sensorik
Die Ausstattung mit Elektronik war sehr beschränkt. Die Boote erhielten neben optischen Mitteln zunächst nur ein Tast- und ein Sprechfunkgerät zur externen Kommunikation. Später kamen zwei weitere Funkgeräte sowie ein Funkpeilgerät zu Navigationszwecken hinzu.
Bordintern war ein elektrisches Bordsprechsystem (BÜ-Netz) installiert.
Auf jeder Gefechtsstation waren dafür Steckdosen vorhanden, über die sich die mit Kopfhörern mit Mikrofon oder speziellen Helmen ausgestatteten Verantwortlichen dieser Station in das System integrieren und so Anweisungen erhalten oder Meldungen abgeben konnten.
Die Erstausstattung an Sensoren beschränkte sich auf ein DECCA-Navigationsradargerät. Das Radar war in seiner Auflösung und durch die geringe Höhe des Bootsmastes in seiner Reichweite beschränkt. Versuche, dies etwa durch Teleskopmaste zu verbessern, führten zu keinen befriedigenden Ergebnissen. Auch die Installation eines Feuerleitradars wurde nach Tests nicht weiterverfolgt.
Nach und nach wurden ein Navigationsecholot, eine Torpedozielsäule, eine optische Richtsäule für die Artillerie, eine verbesserte Radaranlage von Kelvin-Huges und Radarwarnempfänger nachgerüstet, mit dem gegnerische Radargeräte geortet werden konnten.